# Königliche Staats- und landwirtschaftliche Akademie Eldena
Die Königliche Staats- und landwirtschaftliche Akademie Eldena war eine von 1835 bis 1876 bestehende Lehreinrichtung in Eldena bei Greifswald.

## Lage

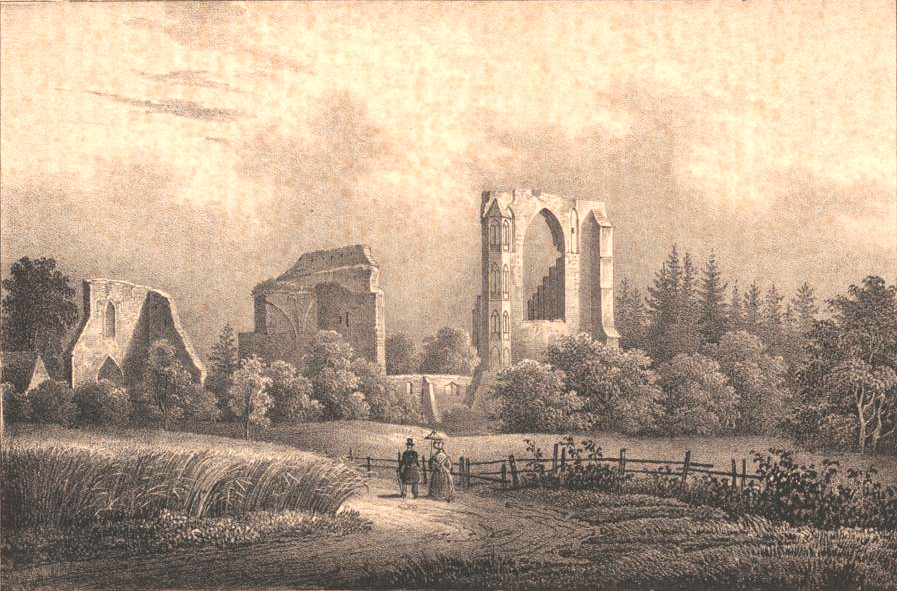
Zeitgenössische Darstellung der Klosterruinen von Eldena

Eldena war zu jener Zeit ein Ort nahe der Universitätsstadt Greifswald. Errichtet wurde die Fakultät auf dem Gebiet des 1535 säkularisierten Klosters Eldena. Das Kloster mit Ländereien von 14.400 ha war der Universität 1634 von Bogislaw XIV., dem letzten Herzog von Pommern, geschenkt worden. Dadurch war das wirtschaftliche Überleben der Universität Greifswald gesichert worden. Die Gebäude dienten auch der Universität in den folgenden Jahrzehnten als Steinbruch und wurden nicht weiter genutzt.

## Geschichte
Die Akademie war zur Zeit ihrer Gründung der Philosophischen Fakultät der Universität Greifswald angegliedert. Mit ihr entstand erstmals in Preußen eine Ausbildungsstätte, an welcher die universitäre landwirtschaftliche Ausbildung in enger Verbindung mit der Praxis ermöglicht wurde. Friedrich Gottlob Schulze, der vorher an der Friedrich-Schiller-Universität Jena lehrte, wurde aus als erster Direktor und Professor zur Leitung der Anstalt an die Universität Greifswald berufen. Er berichtet von schwierigen Anfängen, da es zwischen Eldena und Greifswald nur schlechte Wege gab und er in Greifswald Gebäude vorfand, die Ruinen glichen. Als erstes Auditorium diente ein ehemaliger Schafstall, und Wohnungen für sich und weitere Lehrer waren kaum zu finden. Am 22. März 1835 meldete Schulze an die Universität Greifswald, das der Lehrbetrieb am 18. Mai 1835 aufgenommen würde. Begonnen wurde mit 22 Studenten, welche zum Teil Schulze aus Jena gefolgt waren.
Die Akademie wuchs rasch, und schon im dritten Semester waren 64 Studenten immatrikuliert. Zur selben Zeit waren in Greifswald insgesamt nur wenig mehr als 100 Studenten eingeschrieben. Der Erfolg der Akademie erregte die Missgunst bei den Greifswalder Professoren. Schulze beendete seine Tätigkeit nach vier Jahren und eröffnete sein Institut in Jena wieder. Bis zu diesem Zeitpunkt hatten 213 Studenten in Eldena studiert. Der Grund waren ständige Streitereien mit den Greifswalder Professoren über die Besetzung der Planstellen und auch seine Unzufriedenheit darüber, dass er zu wenig Unterstützung in seinem eigenen Fachgebiet, der Staats- und Kameralwissenschaft erhielt. Während seiner Militärzeit als Einjährig-Freiwilliger 1838/39 war Otto von Bismarck Gasthörer an der Akademie in Eldena und musste dort vermutlich auch einige Zeit im Karzer verbringen.

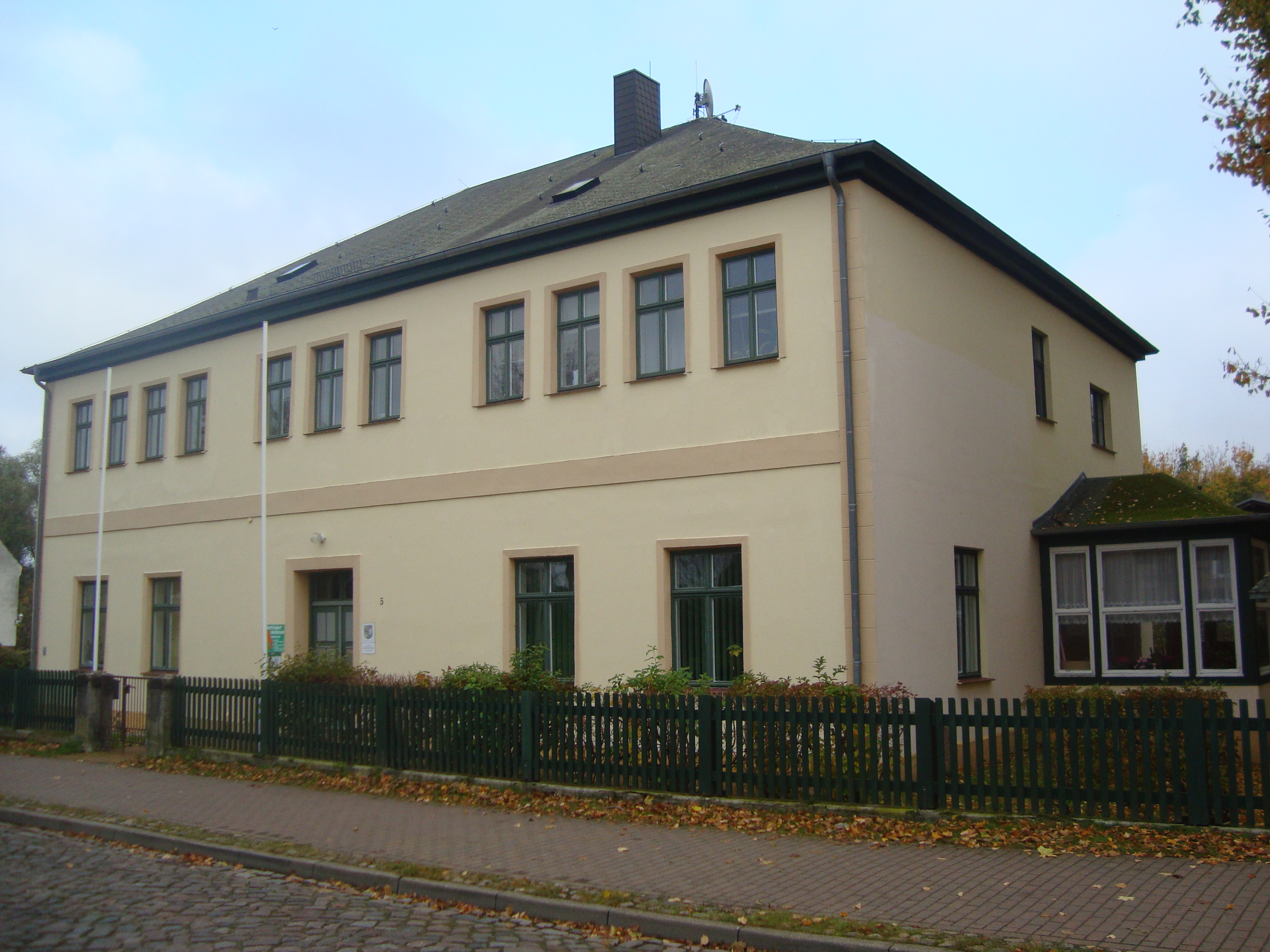
Ehemaliges Akademiegebäude in der Hainstraße 5, heute Forstamt

Zum Nachfolger von Schulz wurde Heinrich Wilhelm von Pabst berufen, der die Aufbauarbeit im Sinne seines Vorgängers fortführte. Der Weggang von Schulz wird heute als Beispiel dafür genannt, dass es damals Differenzen darüber gab, inwieweit die Lehre in der Landwirtschaft wissenschaftlich oder eher praxisbezogen sein sollte. Die mangelnde Wissenschaftlichkeit führte später dazu, dass sämtliche deutschen Akademien, außer in Weihenstephan, als universitäre Einrichtungen geschlossen wurden. In der Zeit von Pabst wurden die Gebäude und Einrichtungen neu errichtet oder modernisiert und komplettiert. Carl August Peter Menzel entwarf die meisten Pläne, unter anderem den des dann doch nicht realisierten neuen Hauptgebäudes. Pabst verließ die Akademie 1843. Der neue Direktor, Eduard Baumstark, schrieb dazu später, das erst mit der Fertigstellung aller Gebäude Ende 1842 die Akademie wird als gegründet angesehen werden konnte.
Von den Studenten der Universität Greifswald aus dem damaligen Russischen Kaiserreich besuchten mit 134 von 192 Personen fast 70 % die Akademie Eldena. In der Mehrzahl waren dies Deutsch-Balten. Die in Eldena aufgebaute Musterwirtschaft mit der verbundenen Ausbildung aus Theorie und Praxis war für die baltischen Gutsbesitzer, besonders nachdem das landwirtschaftliche Institut an der Universität Dorpat nach nur kurzem Bestehen wieder geschlossen worden war, ein Anreiz ihren Nachfolgern eine gute Ausbildung zukommen zu lassen. Die Mikroskopierübungen und chemischen Analysen, welche Bestandteil der Ausbildung waren, verdeutlichen die Verbindung zwischen theoretischer und praktischer Ausbildung. Studenten in Eldena waren offiziell an der Philosophischen Fakultät in Greifswald eingeschrieben. In der Praxis war das allerdings kaum von Bedeutung und von ihnen wurden kaum Vorlesungen in Greifswald besucht. Ein weiterer Grund für den Besuch der Akademie waren sicher auch die einfachen  Zugangsmöglichkeiten. Für ausländische Studenten bestanden die nur in einem polizeilichen Führungszeugnis und der Einverständniserklärung des Vaters, ohne dass eine besondere schulische Vorbildung gefordert wurde.
Aus Polen besuchten 90 Studenten die Akademie. In den Anfangsjahren von Eldena studierte der überwiegende Anteil der Polen, die sich in Greifswald eingeschrieben hatten, in Eldena. Nachdem 1847 im schlesischen Proskau ebenfalls ein landwirtschaftliches Lehrinstitut eröffnet hatte, gab es kaum noch polnische Studenten in Eldena. Aus Ungarn kamen nur 11 Personen, was auch relativ weniger als 10 % der ungarischen Studenten in Greifswald entspricht. Aus anderen Ländern kamen bis 1870 aus Holland ein Student, aus Dänemark, Norwegen und Schweden zusammen 16 Studenten, aus der Türkei ein Student und aus Nord- beziehungsweise Südamerika je zwei Studenten. Nach 1860 ließ der Besuch durch ausländische Studenten spürbar nach, da damals auch in den jeweiligen Heimatländern Ausbildungsmöglichkeiten geschaffen worden waren.
In der zweiten Hälfte des 19. Jahrhunderts wurden die meisten landwirtschaftlichen Akademien entweder einer Universität angeschlossen oder geschlossen. Zu lange hatten sie sich neue wissenschaftlichen Erkenntnissen nur zögernd angenommen. So war Ferdinand Jühlke als Leiter der Gartenbauabteilung gegen die „fortlaufende Verwissenschaftlichung des Unterrichts (aufgetreten), die zu Einschränkungen bei der praktischen Ausbildung führe.“
Die Bibliothek der Akademie wurde von der Universitätsbibliothek Greifswald erworben. 1877 wurden von dieser 3.500 Bände und 1922 nochmals 2.247 Bände übernommen. Heute besteht ein bedeutender Teil der historischen Bestände im Fachgebiet Landwirtschaft aus dieser Übernahme.
Insgesamt hatten 1.400 Studenten die Akademie während ihres ungefähr 40-jährigen Bestehens besucht. Der Lehrplan war straff organisiert und ließ ihnen wenig Freiheiten in ihrer Zeitgestaltung während des für gewöhnlich zweijährigen Studiums. Eine Besonderheit für die damalige Zeit war es, dass sich die Studenten duzten.
Das Klostergelände, auf dem sich die Akademie befand, war bis 1939 im Besitz der Universität Greifswald.

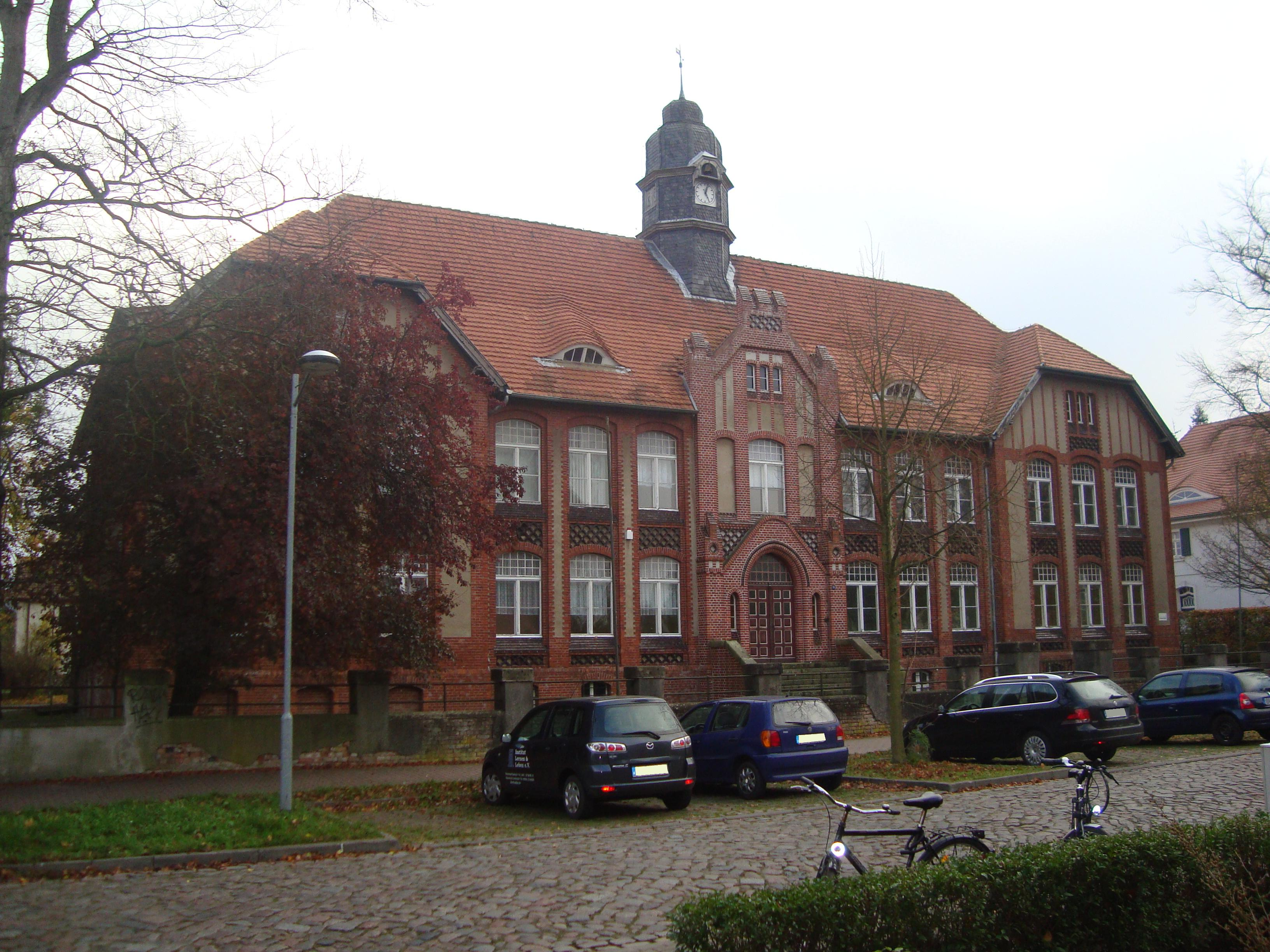
Landwirtschaftsschule

Auch nachdem in Eldena keine universitäre Ausbildung mehr angeboten wurde, blieb es ein Standort für landwirtschaftliche, gärtnerische und forstwirtschaftliche Ausbildung. Die Landwirtschaftsschule wurde 1933 in „Mackensen-Schule“ umbenannt und nach der kriegsbedingten Schließung im Zweiten Weltkrieg nach 1950 in der DDR zu einer landwirtschaftlichen Ingenieurschule. Nach der Wiedervereinigung beherbergen die Gebäude unter anderem eine Berufsschule.

## Institute

### Gartenbaulehre
Während ihres Bestehens erweiterte die Akademie umfangreich ihre Einrichtungen, Lehr- und Forschungsmittel und Sammlungen, um ihrem von Anfang an bestehenden Anspruch gerecht zu werden, dass Lehre und Forschung eine untrennbare Einheit bilden. In der Gartenbaulehre, für die 3 Semester vorgesehen waren, wurden die Fachbereiche „Handelsgewächsanbau“, „Gemüsegartenbaulehre“, „Obstbaulehre“ und „Landschaftskunst als Gartenbaulehre“ zusammengefasst. Der akademische Gärtner Ferdinand Jühlke unterrichtete Gartenbau von Beginn an als Teil der praktischen Ausbildung. Ab dem Wintersemester 1843/44 war es ein eigenständiges Lehrfach. Ab da erteilte Jühlke vollständigen Unterricht in Obstbaumzucht, ländliche Verschönerungskunst, allgemeine Kultur der Forstpflanzen, Obstbau- und Gehölzzucht, landwirtschaftlicher Küchengartenbau, Verschönerung ländlicher Besitzungen, Gemüsegartenbau und Gartenbau in seiner Beziehung zur Landwirtschaft. Hugo Schober schrieb 1843 dazu, dass der Unterricht bei Jühlke vielfältigen Nutzen und ein edles reines Vergnügen aber das es nur in den seltensten Fällen angemessen sein kann wenn ein Landwirt Gärten und Parks anlege, welche nur dem Vergnügen dienen sollen.
Angelegt waren ungefähr 4 ha akademische Gärten, die den neuen Wirtschaftshof und das Akademiegebäude fast vollständig umgaben. Ferdinand Jühlke als Verantwortlicher für die Betreuung sämtlicher Obst- und Gartenbaulichen Anlagen sah den Zweck der Gärten und Baumschulen in der Prüfung neuer Kultursorten und dem Beispiel für die praktische Landwirtschaft, um den dort Tätigen ein höheres Einkommen zu ermöglichen. Er entwarf auch einen Idealplan für die Anlage eines 1,5 ha großen Versuchsgartens bei jeder Landwirtschaftsschule. In der praktischen Gartenbaulehre wurden in Eldena neue Obst-, Gemüse- und Gehölzarten angebaut und geprüft. Ebenso wurde mit neuen Schnitt- und Drainageverfahren experimentiert. Neue Maschinen, wie der Dampfpflug und neue Betriebseinrichtungen, wie Heizungen für Gewächshäuser, kamen zum Einsatz. Auch Fragen zur Düngung und dem Einfluss der Elektrizität auf das Pflanzenwachstum wurden wissenschaftlich bearbeitet. Dabei stand die Abteilung mit Wissenschaftlern, Gärtnern, Baumschulbesitzern aus ganz Europa im Austausch und in Kontakt.

## Persönlichkeiten

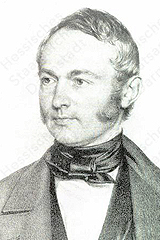
Heinrich Wilhelm von Pabst

### Direktoren
- 1835–1839: Friedrich Gottlob Schulze
- 1839–1843: Heinrich Wilhelm von Pabst
- 1843–1876: Eduard Baumstark

### Professoren
- Ernst Raban von Canstein
- Karl Dammann
- Heinrich Fintelmann
- Moritz Fürstenberg
- Lazarus Fuchs
- Johann August Grunert
- Karl Franz Häberlin
- Friedrich von Hagenow
- Gottlieb Carl Haubner
- Eduard Heiden
- Christian Friedrich Hornschuch
- Carl Jessen
- Ferdinand Jühlke
- Christian Eduard Langethal
- Julius Münter
- Ottomar Rohde
- Johann Conrad Schauer
- Hugo Emil Schober
- Hugo Werner

### Studenten
- Otto von Bismarck
- Eduard Hartstein
- Adolf Stengel